# Кирхдорф ам Ин (Баварска)
Кирхдорф ам Ин (њем. Kirchdorf am Inn) општина је у њемачкој савезној држави Баварска. Једно је од 31 општинског средишта округа Ротал-Ин. Према процјени из 2010. у општини је живјело 5.267 становника. Посједује регионалну шифру (AGS) 9277128, NUTS и LOCODE код.

## Географски и демографски подаци
Кирхдорф ам Ин се налази у савезној држави Баварска у округу Ротал-Ин. Општина се налази на надморској висини од 350 метара. Површина општине износи 31,7 km². У самом мјесту је, према процјени из 2010. године, живјело 5.267 становника. Просјечна густина становништва износи 166 становника/km².